# Florence Pugh
Florence Pugh   (Oxford, 3 de gener de 1996) és una actriu anglesa. Va debutar com a actriu professional a la pel·lícula de misteri The Falling (2014) i va obtenir el reconeixement pel seu paper principal com a dona desgraciadament casada al drama independent Lady Macbeth (2016). La seva actuació va guanyar el premi BIFA a la millor actriu. També va rebre elogis crítics pel seu paper principal a la mini sèrie The Little Drummer Girl (2018).
L'avanç internacional de Pugh va arribar el 2019, durant el qual va obtenir crítiques positives sobre els seus retrats de la lluitadora Paige al film biogràfic esportiu Fighting with My Family, una dona amb problemes emocionals al film de terror Midsommar i Amy March en el període de la majoria d'edat de la pel·lícula Donetes. Per acabar, va rebre nominacions als premis Oscar i BAFTA.

## Vida adolescent
El seu pare, Clinton Pugh, és un restaurador a Oxford, mentre que la seva mare, Deborah, és ballarina i professora de dansa. Pugh té tres germans: l'actor i músic Toby Sebastian, l'actriu Arabella Gibbins i la germana petita Rafaela "Raffie" Pugh.
Pugh patia Traqueomalacia des de petita i va ser hospitalitzada freqüentment. Quan tenia tres anys, la família es va traslladar a Andalusia al sud d' Espanya, amb l'esperança que el clima més càlid milloraria la seva salut. Pugh va viure a Sotogrande fins als sis anys, quan la família es va traslladar a Oxfordshire.
L'amor de Pugh pels accents i la comèdia es va mostrar per primera vegada als sis anys, quan va interpretar a Mary en una obra de pessebres de l'escola amb accent de Yorkshire.] Després va estudiar a la "Wychwood School" i a la "St. Edward's School", d'Oxford.

## Inicis de carrera
Pugh, mentre estava a l'escola, va debutar com a actriu professional al drama misteriós The Falling (2014), en què va interpretar una adolescent precoç davant de Maisie Williams. Tara Brady, de The Irish Times, la va anomenar "notable" i Mike McCahill, de The Daily Telegraph, va dir que va transmetre el seu "personatge adolescent que tenia la vulnerabilitat d'un cos encara insegur del seu propi cos". El mateix any, Pugh va ser nominada com a millor britànic nouvingut al "BFI London Film Festival" i com a millor jove intèrpret britànic/irlandès pel "London Film Critics 'Circle".
Pugh va fer el seu debut televisiu nord-americà a la pel·lícula de televisió Studio City, codirigida per Eric McCormack, el 2015.] L'any següent, va protagonitzar el drama independent Lady Macbeth i va tenir un paper recurrent com a model de càmera web a. la primera temporada de la sèrie de detectius ITV Marcella. A la primera, basada en la novel·la Lady Macbeth of the Mtsensk District, de Nikolai Leskov, va interpretar a una jove casada infeliçment amb un home molt gran. Revisant la pel·lícula per a Variety, Guy Lodge va anomenar Pugh un "talent més important per veure" i va elogiar la seva representació de la "transformació complexa i interior de la pell" del seu personatge. Per la seva interpretació, va guanyar el Premi BIFA a la millor interpretació d'una actriu en una pel·lícula independent britànica, entre d'altres.

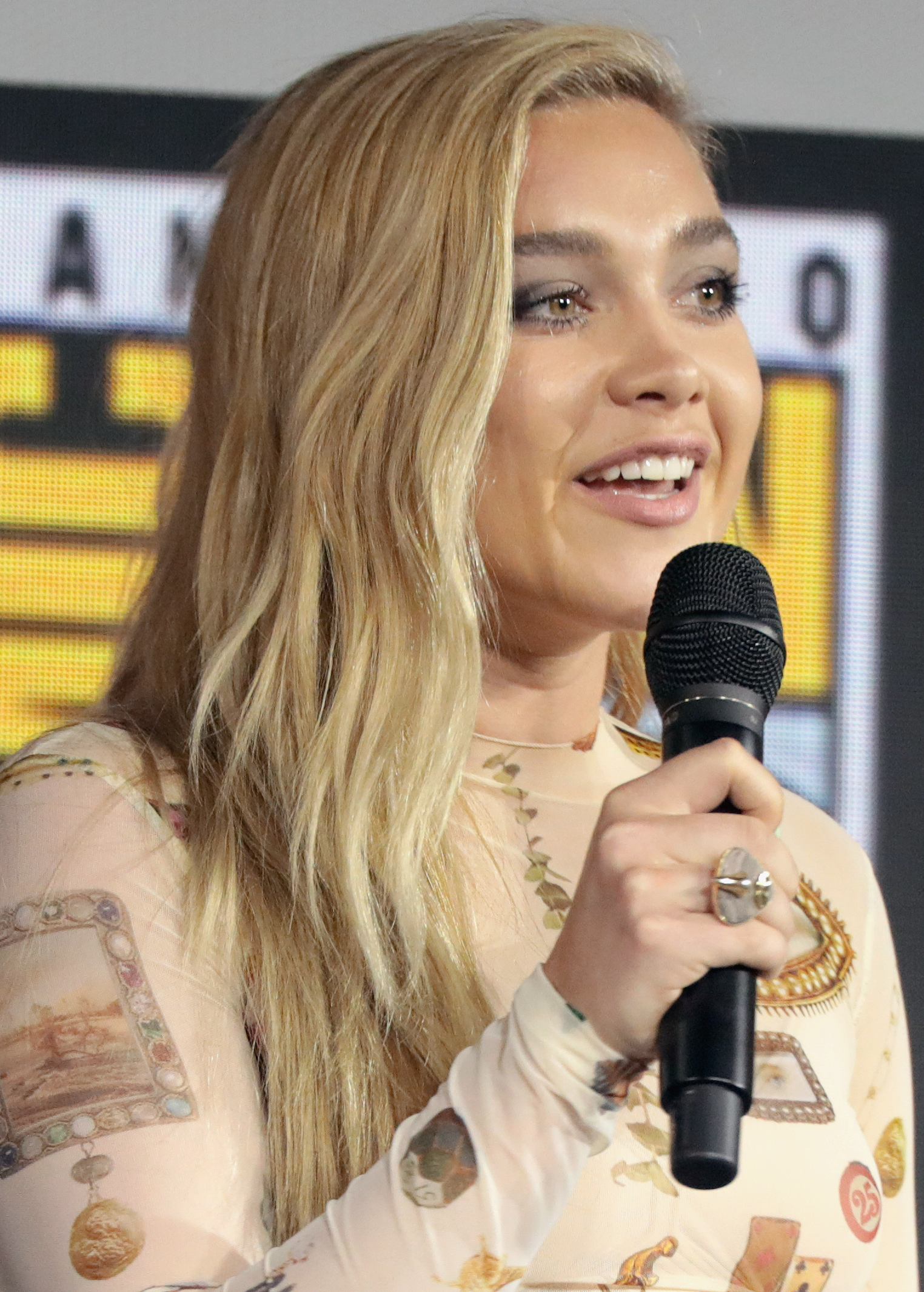
Florence Pughen

 Florence Pugh apareix en la pel·lícula d'acció The Commuter i va actuar de Cordelia amb Anthony Hopkins en King Lear de Bretanya a Richard Eyre pel·lícula de televisió. Més tard aquell any, va retratar Elizabeth de Burgh a la pel·lícula històrica de Netflix Outlaw King (2018), que també protagonitza Chris Pine com Robert the Bruce. Charles Bramesco, crític del The Guardian, la va trobar "excel·lent malgrat el seu desagraït paper". A continuació va aparèixer en una adaptació de mini sèries de sis parts. La novel·la d'espies de John le Carré, The Little Drummer Girl, en la qual va actuar com a actriu que als anys 70 que s'embolica en un complot d'espionatge. En una revisió mixta de la sèrie, Richard Lawson de Vanity Fair va escriure, "Pugh és fantàstica a tot arreu, afirmant una vegada més el seu estatut en ascens".

## Actualitat
Pugh va ser inclosa per Forbes en una llista anual dels 30 menors de 30 anys, que reconeix la majoria de les 30 persones influents a Europa sota l'edat de 30 anys, en 2019. També va ser reconeguda per tenir un gran avanç en el mateix any, durant el qual ella fou estrella en tres grans pel·lícules. Va protagonitzar per primera vegada com a lluitadora professional Paige en Fighting with My Family, una comèdia-drama sobre la relació de Paige amb la seva família, co-protagonitzada per Lena Headey i Dwayne Johnson. La pel·lícula es va estrenar al "Festival de Cinema de Sundance" de 2019 amb una aclamació crítica. Geoffrey Macnab, de The Independent, va assenyalar com era de diferent el paper de les aparences anteriors de Pugh, i va escriure que era "completament convincent com a lluitadora" i que mostrava "el mateix desafiament, el glamour descarat i el seu propi humor auto-despreciant que en la vida real […] Paige." Ella després va actuar el paper principal en Ari Aster pel·lícula de terror Midsommar, que narra una parella de cultistes suecs que es troben amb molts problemes. David Edelstein de Vulture va titllar la seva interpretació de "sorprenentment viva" i va escriure: "El seu rostre és tan ampli i obert que sembla que no té cap lloc per ocultar les seves emocions".
En la seva versió final de la pel·lícula de 2019, Pugh va actuar d'Amy March, un artista obstinada, junt amb Greta Gerwig una adaptació de la novel·la de Louisa May Alcott Little Women amb èxit de crítica. En rebre'l va assajar el guió durant dues setmanes abans de començar la filmació, però Pugh no va poder participar ja que estava filmant Midsommar en aquell moment. Va declarar que va creure que això ajudava a crear distància entre ella i les seves coprotagonistes interpretant a les seves germanes, cosa que va resultar propici per a la personalitat del seu personatge. Destacant el rendiment de Pugh, David Rooney, de The Hollywood Reporter va escriure que "continua demostrant-se un talent distintiu, gestionant totes les complicades contradiccions del paper amb una gràcia desarmant, un humor i una ratxa voluntària que es converteix gairebé imperceptiblement en la saviesa". La pel·lícula va guanyar més de $ 203 milions del seu pressupost de $ 40 milions. El retratat de Pugh i de March va obtenir les seves nominacions al premi a l'Acadèmia a la millor actriu de repartiment i al Premi BAFTA a la millor actriu de rol secundari.
Pugh va compartir pantalla amb Scarlett Johansson en el film Black Widow, interpretant al personatge Yelena Belova, que repren de nou en la minisèrie Hawkeye, estrenada directament a Disney+.

## Vida personal
Des de l'abril de 2019 fins principis de 2022, Pugh va mantenir una relació amb l'actor nord-americà Zach Braff, a qui va conèixer en el rodatge de In the Time It Takes to Get There, curt que Braff dirigí. Divideix la seva vida entre Londres i Los Angeles.

## Filmografia

### Cinema
| Any  | Títol                           | Paper                       | Annotacions      | Ref    |
| ---- | ------------------------------- | --------------------------- | ---------------- | ------ |
| 2014 | The Falling                     | Abbie Mortimer              |                  |        |
| 2016 | Lady Macbeth                    | Katherine Lester            |                  |        |
| 2018 | The Commuter                    | Gwen                        |                  |        |
| 2018 | Outlaw King                     | Elisabet de Burgh           |                  |        |
| 2018 | Malevolent                      | Angela Sayers               |                  |        |
| 2019 | Fighting with My Family         | Saraya "Paige" Knight       |                  |        |
| 2019 | Midsommar                       | Dani Ardor                  |                  |        |
| 2019 | Donetes                         | Amy March                   |                  |        |
| 2021 | Black Widow                     | Yelena Belova / Vídua Negra |                  |        |
| 2022 | The Wonder                      | Lib Wright                  |                  | [ 42 ] |
| 2022 | Don't Worry Darling             | Alice Chambers              |                  | [ 43 ] |
| 2022 | El gat amb botes: l'últim desig | (actriu de veu)             |                  | [ 44 ] |
| 2023 | A Good Person                   | Allison                     | També productora | [ 45 ] |
| 2023 | Oppenheimer                     | Jean Tatlock                |                  | [ 46 ] |
| 2024 | Dune: Part 2                    | Princesa Irulan             |                  | [ 47 ] |
| TBA  | The Maid                        |                             | També productora | [ 48 ] |

### Televisió
| Any  | Títol                         | Paper                       | Notes                 | Ref    |
| ---- | ----------------------------- | --------------------------- | --------------------- | ------ |
| 2015 | Studio City                   | Gat                         | Pilot no emès         |        |
| 2016 | Marcella                      | Cara Thomas                 | 3 episodis            |        |
| 2018 | King Lear                     | Cordelia                    | Telefilm              | [ 49 ] |
| 2018 | The Little Drummer Girl       | Charmian "Charlie" Ross     | Minisèrie             |        |
| 2021 | Hawkeye                       | Yelena Belova / Vídua Negra | Minisèrie, 3 episodis | [ 50 ] |
| 2022 | Running Wild with Bear Grylls | Ella mateixa                | 1 episodi             | [ 51 ] |

### Curts
| Any  | Títol                             | Paper        | Ref    |
| ---- | --------------------------------- | ------------ | ------ |
| 2015 | Paradise Lost?                    | Eve          | [ 52 ] |
| 2018 | Leading Lady Parts                | Ella mateixa | [ 53 ] |
| 2019 | In the Time It Takes to Get There | Lucille      | [ 54 ] |
| 2020 | Father of the Bride Part 3(ish)   | Megan Banks  | [ 55 ] |

## Premis i nominacions
Pugh ha rebut nominacions a un Oscar, dos Premi BAFTA i dos Premis de la Crítica Cinematogràfica.
Pugh va guanyar el "British Independent Film Award" a la millor actriu per la seva interpretació a Lady Macbeth (2016). Pel seu paper a Midsommar (2019), va ser nominada al "Premi Gotham Independent Film Award" a la millor actriu. Per la seva interpretació a Little Women (2019), va rebre nominacions al Premi BAFTA a la millor actriu de rol secundari i al premi de l'Acadèmia a la millor actriu secundària.